# Cleora psectra
Cleora psectra är en fjärilsart som beskrevs av Fletcher 1957. Cleora psectra ingår i släktet Cleora och familjen mätare. Inga underarter finns listade i Catalogue of Life.